# Франц Ксавер фон Зак
Барон Франц Ксавер фон Зак (16. јун 1754 - 2. септембар 1832) је био мађарски астроном рођен у Пешти, у Мађарској.
Студирао је физику у Пешти у Мађарској, а затим је провео неко време у аустријској војсци. Предавао је на универзитету у Лембергу (сада Лавов, Украјина). Живео је у Паризу од 1780. до 1783. године, а у Лондону од 1783. до 1876. године као тутор у кући саксонског амбасадора, Ханса Морица фон Брула. У Паризу и Лондону се упознао са астрономима као што су Џозеф де Лаланд, Пјер-Симон Лаплас и Вилијам Хершел. Године 1876. га је Ернест II, војвода Сакса-Гота-Алтенбурга поставио за директора нове опсерваторије на брду Сиберг у Готи, која је завршена 1791. године. Крајем 18. века, организовао је "Небеску полицију", групу од двадесет четири астронома, да би се припремили за систематску потрагу за "непронађену планету" коју је закон Титус-Бод предвидео да се налази између Марса и Јупитера. Церера је случајно откривена како је потрага одмакла. Користећи претпоставке Карла Фридриха Гауса, ноћи између 31. децембра 1801. и 1. јануара 1802. године, фон Зак је (а једну ноћ касније и Хенрих Вилхелм Матијас Олберс, самостално) поново открио Цереру након што је била изгубљена приликом њеног проласка иза Сунца. Након војводине смрти 1804. године, фон Зак је пратио војводину удовицу на њеним путовањима на југ Европе; њих двоје су се сместили у Ђенови 1815. године, где је он водио опсерваторију Каподимонте. Вратио се у Париз 1827. године, где је и преминуо 1832. године.
Зак је објавио Сунчеве табеле (Гота, 1792; ново и побољшано издање, ibid., 1804), и бројна дела на географске теме, посебно о географским позицијама многих градова и места која је одредио током својих путовања уз помоћ секстанта.
Међутим, најзначајнији је као уредник три научна журнала од велике вредности: Allgemeine Geographische Ephemeriden (4 издања, Гота, 1798-1799), Monatliche Correspondenz zur Beförderung der Erd- und Himmels-Kunde (28 издања, Гота, 1800-1813, од 1807. под уредништвом Бернхарда фон Линдена и Correspondance astronomique, geographique, hydrographique, et statistique (Ђенова, 1818-1826, 14 издања, и један део 15.).
Изабран је за члана Краљевске шведске академије наука 1794. године, за страног почасног члана Америчке академије уметности и наука 1798. године, за члана Краљевског друштва 1804. године, и за почасног члана Мађарске академије наука 1832. године.
Астероид 999 Закија и кратер Зак на Месецу су названи по њему, док је астероид 64 Ангелина назван по астрономској станици коју је он оформио близу Марсеја.